# Sci alpino ai XXIII Giochi olimpici invernali - Discesa libera maschile
La gara di discesa libera maschile dello sci alpino dei XXIII Giochi olimpici invernali di Pyeongchang si è svolta il 15 febbraio 2018, a partire dalle ore 11:30 (UTC+9), presso il comprensorio sciistico di Jeongseon.
La gara era prevista originariamente per l'11 febbraio, ma è stata rimandata a causa della presenza di venti superiori ai 50 km/h.
Il norvegese Aksel Lund Svindal ha conquistato la medaglia d'oro, mentre l'argento e il bronzo sono andati rispettivamente al suo connazionale Kjetil Jansrud e allo svizzero Beat Feuz.

## Classifica di gara
| Pos.    | N° | Atleta                       | Nazione       | Tempo   | Distacco |
| ------- | -- | ---------------------------- | ------------- | ------- | -------- |
| Oro     | 7  | Aksel Lund Svindal           | Norvegia      | 1:40.25 | —        |
| Argento | 9  | Kjetil Jansrud               | Norvegia      | 1:40.37 | +0.12    |
| Bronzo  | 5  | Beat Feuz                    | Svizzera      | 1:40.43 | +0.18    |
| 4       | 3  | Dominik Paris                | Italia        | 1:40.79 | +0.54    |
| 5       | 1  | Thomas Dreßen                | Germania      | 1:41.03 | +0.78    |
| 6       | 13 | Peter Fill                   | Italia        | 1:41.08 | +0.83    |
| 7       | 17 | Vincent Kriechmayr           | Austria       | 1:41.19 | +0.94    |
| 8       | 4  | Brice Roger                  | Francia       | 1:41.39 | +1.14    |
| 9       | 11 | Matthias Mayer               | Austria       | 1:41.46 | +1.21    |
| 10      | 6  | Andreas Sander               | Germania      | 1:41.62 | +1.37    |
| 11      | 16 | Max Franz                    | Austria       | 1:41.75 | +1.50    |
| 12      | 15 | Hannes Reichelt              | Austria       | 1:41.76 | +1.51    |
| 13      | 8  | Mauro Caviezel               | Svizzera      | 1:41.86 | +1.61    |
| 14      | 2  | Manuel Osborne-Paradis       | Canada        | 1:41.89 | +1.64    |
| 15      | 12 | Aleksander Aamodt Kilde      | Norvegia      | 1:42.18 | +1.93    |
| 16      | 14 | Bryce Bennett                | Stati Uniti   | 1:42.22 | +1.97    |
| 17      | 18 | Christof Innerhofer          | Italia        | 1:42.23 | +1.98    |
| 18      | 10 | Johan Clarey                 | Francia       | 1:42.39 | +2.14    |
| 19      | 28 | Martin Čater                 | Slovenia      | 1:42.53 | +2.28    |
| 20      | 27 | Jared Goldberg               | Stati Uniti   | 1:42.59 | +2.34    |
| 21      | 23 | Marc Gisin                   | Svizzera      | 1:42.82 | +2.57    |
| 22      | 25 | Emanuele Buzzi               | Italia        | 1:42.84 | +2.59    |
| 23      | 34 | Ryan Cochran-Siegle          | Stati Uniti   | 1:42.96 | +2.71    |
| 23      | 21 | Maxence Muzaton              | Francia       | 1:42.96 | +2.71    |
| 25      | 29 | Josef Ferstl                 | Germania      | 1:42.98 | +2.73    |
| 26      | 19 | Adrien Théaux                | Francia       | 1:42.99 | +2.74    |
| 27      | 24 | Boštjan Kline                | Slovenia      | 1:43.03 | +2.78    |
| 28      | 22 | Benjamin Thomsen             | Canada        | 1:43.19 | +2.94    |
| 29      | 39 | Miha Hrobat                  | Slovenia      | 1:43.61 | +3.36    |
| 30      | 30 | Wiley Maple                  | Stati Uniti   | 1:43.72 | +3.47    |
| 31      | 36 | Andreas Romar                | Finlandia     | 1:43.78 | +3.53    |
| 32      | 35 | Dustin Cook                  | Canada        | 1:43.80 | +3.55    |
| 33      | 20 | Gilles Roulin                | Svizzera      | 1:43.88 | +3.63    |
| 34      | 40 | Henrik von Appen             | Cile          | 1:44.02 | +3.77    |
| 35      | 26 | Broderick Thompson           | Canada        | 1:44.37 | +4.12    |
| 36      | 38 | Christoffer Faarup           | Danimarca     | 1:44.48 | +4.23    |
| 37      | 37 | Joan Verdú                   | Andorra       | 1:44.65 | +4.40    |
| 38      | 42 | Filip Forejtek               | Rep. Ceca     | 1:44.79 | +4.54    |
| 39      | 48 | Igor Zakurdayev              | Kazakistan    | 1:45.01 | +4.76    |
| 40      | 45 | Christopher Hörl             | Moldavia      | 1:45.21 | +4.96    |
| 41      | 32 | Marko Vukićević              | Serbia        | 1:45.36 | +5.11    |
| 42      | 41 | Michał Kłusak                | Polonia       | 1:45.42 | +5.17    |
| 43      | 49 | Marco Pfiffner               | Liechtenstein | 1:45.61 | +5.36    |
| 44      | 50 | Yuri Danilochkin             | Bielorussia   | 1:45.86 | +5.61    |
| 45      | 46 | Jan Hudec                    | Rep. Ceca     | 1:46.42 | +6.17    |
| 46      | 47 | Jan Zabystřan                | Rep. Ceca     | 1:46.60 | +6.35    |
| 47      | 57 | Simon Breitfuss Kammerlander | Bolivia       | 1:47.87 | +7.62    |
| 48      | 53 | Kim Dong-woo                 | Corea del Sud | 1:47.99 | +7.74    |
| 49      | 51 | Ivan Kovbasnyuk              | Ucraina       | 1:48.57 | +8.32    |
| 50      | 55 | Albin Tahiri                 | Kosovo        | 1:48.81 | +8.56    |
| 51      | 56 | Marko Stevović               | Serbia        | 1:49.50 | +9.25    |
| 52      | 52 | Patrick McMillan             | Irlanda       | 1:49.98 | +9.73    |
| 53      | 54 | Márton Kékesi                | Ungheria      | 1:51.72 | +11.47   |
|         | 31 | Klemen Kosi                  | Slovenia      | DNF     |          |
|         | 43 | Marc Oliveras                | Andorra       | DNF     |          |
|         | 33 | Natko Zrnčić-Dim             | Croazia       | DNS     |          |
|         | 44 | Ondřej Berndt                | Rep. Ceca     | DNS     |          |

## Informazioni
Data: Giovedì 15 febbraio 2018 

Inizio della gara: 11:30 

Pista di discesa: Jeongseon Downhill

Partenza: 1370 m, arrivo: 545 m

Lunghezza: 2965 m, dislivello: 825 m

Tracciatore: Hannes Trinkl, 33 porte 

Legenda:
- DNS = non partito (did not start)
- DNF = prova non completata (did not finish)
- DSQ = squalificato (disqualified)
- Pos. = posizione